# Lijst van Ghanese nationale wegen
De nationale wegen in Ghana (Engels: National Roads) verbinden de belangrijkste steden van het West-Afrikaanse land met elkaar en met het buitenland. Ze worden aangeduid met het prefix N. De wegen zijn in een schaakbordpatroon genummerd. De oneven nummers lopen van oost naar west en de even nummers van noord naar zuid.
| Nummer | Route                                                                                                | Lengte |
| ------ | --- | ------ |
| N1     | Ivoorkust - Elubo - Sekondi-Takoradi - Cape Coast - Winneba - Accra - Tema - Sogakope - Aflao - Togo | 540 km |
| N2     | Tema - Ho - Hohoe - Jasikan - Yendi - Nalerigu - Kulungugu - Burkina Faso                            | 640 km |
| N3     | Kpong - Koforidua - Suhum                                                                            | 40 km  |
| N4     | Accra - Koforidua - Nkawkaw - Kumasi                                                                 | 250 km |
| N5     | Adome (N2) - Asikuma - Kpeve (N2)                                                                    | 40 km  |
| N6     | Accra - Nsawam - Suhum - Nkawkaw - Kumasi                                                            | 250 km |
| N7     | Sawla (N12) - Larabanga - Damongo - Fufulsu (N10)                                                    | 140 km |
| N8     | Yamoransa (N1) - Dunkwa - Foso - Bekwai - Kumasi                                                     | 170 km |
| N9     | Tamale - Jimle - Yendi                                                                               | 100 km |
| N10    | Kumasi - Techiman - Tamale - Bolgatanga - Paga - Burkina Faso                                        | 610 km |
| N11    | Bolgatanga - Zebilla - Bawku - Bimpiela - Togo                                                       | 100 km |
| N12    | Ivoorkust - Elubo - Enchi - Sunyani - Bamboi - Wa - Lawra - Hamile - Burkina Faso                    | 670 km |
| N13    | Burkina Faso - Lawra - Tumu - Navrongo                                                               | 180 km |
| N14    | Sakpeigu (N2) - Cheperoni - Yawgu - Togo                                                             | 120 km |
| N16    | Tumu - Kapulima - Burkina Faso                                                                       | 20 km  |